# さぎ山記念公園
さぎ山記念公園（さぎやまきねんこうえん）は、埼玉県さいたま市緑区にある公園・緑地である。見沼代用水東縁を挟んで見沼自然公園と隣接する。周辺にはかつて特別天然記念物に指定されていた野田のさぎ山があった。

## 概要
江戸時代以降、野田の見沼周辺の斜面の森林にサギが棲みつくようになり、野田のサギ山として知られていた。そしてサギの生息地が1938年（昭和13年）に天然記念物に指定され、1952年（昭和27年）に「野田のサギおよびその繁殖地」として特別天然記念物に指定されていた。しかし、その後サギが営巣しなくなったことから1984年（昭和59年）に指定解除された。
このサギ山を記念し、名前が永久に残るように当時の浦和市が公園として整備することに決定し、1986年（昭和61年）5月10日に開園した。
公園面積は4.5ヘクタールあり、キャンプ場も整備されている。さぎ山記念館には展示室などがある。公園の正式な所在地は上野田であるが、大部分が南部領辻である。

## 園内
- 敷地面積43,500平方メートル

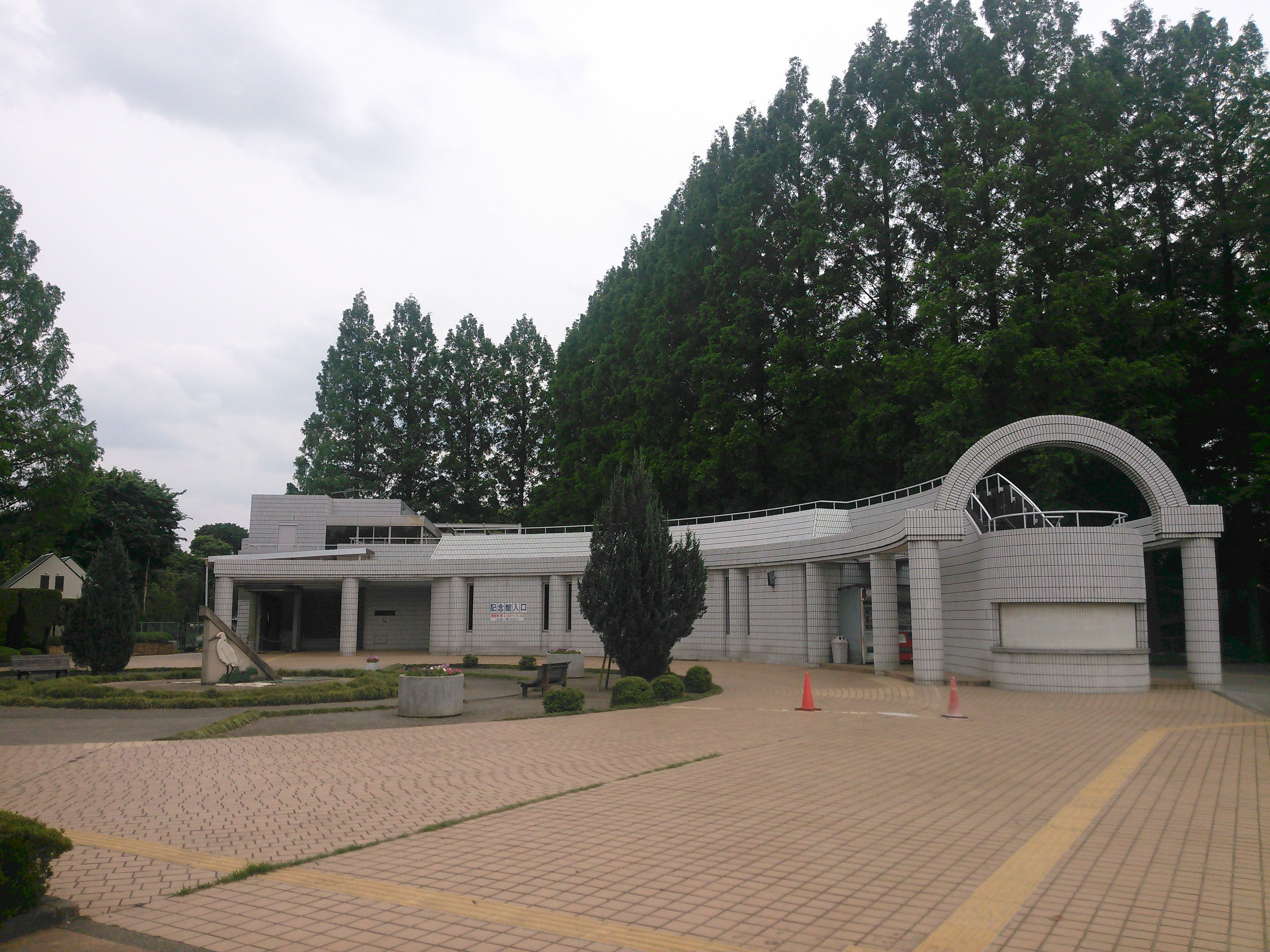
さぎ山記念館

- 駐車場：42台（9時 - 17時、利用料無料）
- 青少年野外活動センター
- キャンプ場・バーベキューエリア（利用期間：4月 - 11月、要予約）
- さぎ山記念館（9時 - 17時）
- 修景池
- アスレチック遊具

## 周辺
- 埼玉県道105号さいたま鳩ヶ谷線 - 旧国道122号（日光御成街道）
- 見沼自然公園
- 天久保用水
- 慶應義塾大学浦和共立キャンパス
- 埼玉県立浦和東高等学校
- 浦和学院高等学校

## アクセス
- JR浦和駅東口から国際興業バス「さいたま東営業所行き」
- JR東浦和駅から国際興業バス「さいたま東営業所行き」
- JR大宮駅東口から国際興業バス「浦和美園駅東口行き」「浦和学院高校行き」「浦和東高校行き」

いずれも「さぎ山記念公園」停留所下車、徒歩3分。